# Huanghu Nongchang (bondby i Kina, Hubei Sheng, lat 30,70, long 114,83)
Huanghu Nongchang är en bondby i Kina. Den ligger i provinsen Hubei, i den centrala delen av landet, omkring 53 kilometer öster om provinshuvudstaden Wuhan. Antalet invånare är 1 137. Befolkningen består av 233 kvinnor och 904 män. Barn under 15 år utgör 3,0 %, vuxna 15-64 år 86 %, och äldre över 65 år 9,0 %.
Runt Huanghu Nongchang är det tätbefolkat, med 881 invånare per kvadratkilometer. Närmaste större samhälle är Xinzhou, 19,0 km norr om Huanghu Nongchang. Trakten runt Huanghu Nongchang består till största delen av jordbruksmark.
Genomsnittlig årsnederbörd är 1 738 millimeter. Den regnigaste månaden är juli, med i genomsnitt 284 mm nederbörd, och den torraste är december, med 27 mm nederbörd.